# Премія «Магрітт» найкращому актору в ролі другого плану
Премія «Магрітт» найкращому актору в ролі другого плану (фр. Magritte du meilleur acteur dans un second rôle) — одна з  кінематографічних нагород, що надається з 2011 року бельгійською Академією Андре Дельво в рамках національної кінопремії «Магрітт». Премію присуджують акторові, який виконанням другорядної ролі зробив значний внесок у бельгійську кіноіндустрію. Лауреатом першої премії «Магрітт» за найкращу чоловічу роль другого плану у фільмі «Барони» став у 2011 році Ян Деклер.

## Переможці та номінанти
Нижче наведено список акторок, що отримали цю премію, а також номінанти. Лауреатів виділено окремим кольором та жирним шрифтом.

### 2010-і
| Рік         | Актор           | Назва українською                      | Оригінальна назва             |
| ----------- | --------------- | -------------------------------------- | ----------------------------- |
| 2010 (1-ша) | Ян Деклер       | Барони                                 | Les Barons                    |
| 2010 (1-ша) | Лорен Капеллуто | Агент 117: Місія в Ріо                 | OSS 117: Rio ne répond plus   |
| 2010 (1-ша) | Франсуа Дам'єн  | Серцеїд                                | L'Arnacœur                    |
| 2010 (1-ша) | Бенуа Пульворд  | Коко до Шанель                         | Coco avant Chanel             |
| 2010 (1-ша) | Яннік Реньє     | Приватні уроки                         | Élève libre                   |
| 2011 (2-га) | Жеремі Реньє    | Відчайдушна домогосподарка             | Potiche                       |
| 2011 (2-га) | Лорен Капеллуто | Погана схильність                      | Où va la nuit                 |
| 2011 (2-га) | Булі Ланнерс    | Убий мене, будь ласка                  | Kill Me Please                |
| 2011 (2-га) | Дідьє Тупі      | Гіганти                                | Les Géants                    |
| 2012 (3-тя) | Булі Ланнерс    | Іржа та кістка                         | De rouille et d'os            |
| 2012 (3-тя) | Жан-Люк Кушар   | Мрець, що говорить                     | Dead Man Talking              |
| 2012 (3-тя) | Дедонн Кабонго  | Загарбник                              | L'envahisseur                 |
| 2012 (3-тя) | Деніс М'Пунга   | Мрець, що говорить                     | Dead Man Talking              |
| 2013 (4-та) | Лорен Капеллуто | Час пригод                             | Le Temps de l'aventure        |
| 2013 (4-та) | Олів'є Гурме    | Гранд Централ. Атомне кохання          | Grand Central                 |
| 2013 (4-та) | Булі Ланнерс    | 11.6                                   | 11.6                          |
| 2013 (4-та) | Давид Муржіа    | Я вболіваю за «Стандарт»               | Je suis supporter du Standard |
| 2013 (4-та) | Рено Раттен     | Пісня для моєї матері                  | Une chanson pour ma mère      |
| 2014 (5-та) | Жеремі Реньє    | Святий Лоран. Страсті великого кутюр'є | Saint Laurent                 |
| 2014 (5-та) | Франсуа Дам'єн  | Сюзанна                                | Suzanne                       |
| 2014 (5-та) | Олів'є Гурме    | Марш                                   | La Marche                     |
| 2014 (5-та) | Давид Муржіа    | Я закопаю тебе                         | Je te survivrai               |
| 2015 (6-та) | Лорен Капеллуто | Справедливість або хаос                | L'Enquête                     |
| 2015 (6-та) | Марк Зінга      | Діпан                                  | Dheepan                       |
| 2015 (6-та) | Арно Інченс     | Упередження                            | Prejudice                     |
| 2015 (6-та) | Давид Муржіа    | Надновий заповіт                       | Le Tout Nouveau Testament     |
| 2016 (7-ма) | Давид Муржіа    | Перший, останній                       | Les Premiers, les Derniers    |
| 2016 (7-ма) | Шарлі Дюпон     | Кілер мимоволі                         | Un petit boulot               |
| 2016 (7-ма) | Лорен Капеллуто | Я солдат                               | Je suis un soldat             |
| 2016 (7-ма) | Сем Ловік       | Воротар                                | Keeper                        |
| 2017 (8-ма) | Жан-Бенуа Юге   | Вірний. Пристрасть і злочин            | Le Fidèle                     |
| 2017 (8-ма) | Патрік Декам    | З нами                                 | Chez nous                     |
| 2017 (8-ма) | Лорен Капеллуто | Не кажи їй                             | Faut pas lui dire             |
| 2017 (8-ма) | Давид Муржіа    | Сліпа зона                             | Dode hoek                     |
| 2018 (9-та) | Ар'є Вортальтер | Дівчина                                | Girl                          |
| 2018 (9-та) | Йоанн Бланк     | Частина тіні                           | Une part d'ombre              |
| 2018 (9-та) | Булі Ланнерс    | Убивці                                 | Tueurs                        |
| 2018 (9-та) | П'єр Ніссе      | Нехай трупи засмагають                 | Laissez bronzer les cadavres  |